# Rætoromansk (sprog)
|  | Sammenskrivningsforslag Artiklen Rætoromanske sprog er foreslået føjet ind i Rætoromansk (sprog). (Siden juli 2016) Diskutér forslaget |

Rætoromansk (rumantsch) er et romansk sprog, som er et af de fire officielle sprog i Schweiz, sammen med tysk, fransk og italiensk. Rætoromansk er nærmest beslægtet med de rætoromanske sprog friulisk og ladin, der tales i visse områder af Norditalien. Ligesom andre romanske sprog stammer det oprindelig fra vulgærlatin.

## Rætoromanere
Omkring 35.000 rætoromanere taler rætoromansk som modersmål, og disse bor stort set alle i kantonen Graubünden. De fleste rætoromansk-talende er fuldstændig tosprogede, dvs. at de også taler tysk eller italiensk på modersmålsniveau. Antallet af rætoromanere udgør 1 % af Schweiz' befolkningstal og 15 % af Graubündens. Omkring 75.000 mennesker kan defineres som rætoromanere og omkring 40.000 mennesker taler sproget rætoromansk.